# 新生璃人
新生 璃人（あらお りひと）は、日本の監督・作家・映像作家。日本映画監督協会会員。

## プロフィール
2001年、『小説 王都妖奇譚』シリーズで作家デビュー。2004年、日本大学芸術学部映画学科監督コース卒業、芸術学部長賞受賞。以降、映像作家として舞台やイベント等の劇中映像・ＰＲ映像を担当(『アダムス・ファミリー』『ショーシャンクの空に』『足刈りの家』他)。2013年、ドラマ『閲覧注意 私ノ最期ヲ見テクダサイ』で商業監督デビュー。空手・黒帯。

## 著作
- 『小説 王都妖奇譚 幻獣幼鬼』(秋田書店、原作マンガ：岩崎陽子)
- 『小説 王都妖奇譚 哀戀女鬼』(秋田書店、原作マンガ：岩崎陽子)
- 『フラジャイル』(「STARDUST press」連載)

## 監督作
- 『閲覧注意 私ノ最期ヲ見テクダサイ』監督・脚本・編集（製作：dTV）
- 『恋愛漫画はややこしい』監督・脚本・撮影・編集（劇場公開)
- 『BONSAI GIRL』監督・脚本・撮影・編集(「ゆうばり国際ファンタスティック映画祭2011」オフシアターコンペティション部門ノミネート)
- 『あんみつ戦争』監督・脚本・編集（「日本大学芸術学部卒業制作」芸術学部長賞、「TBS DigiCon6」奨励賞、「西東京市民映画祭2004」準グランプリ、「TSS ショートムービーフェスティバル」佳作・来場者アンケート1位、「The Kodak Filmschool Competition 2004」日本代表、「東京国際ファンタスティック映画祭2004」入選）
- 『エンドレス ワルツ』監督・脚本・撮影・編集（インディーズムービー・フェスティバル、ベスト10入賞）